# Tetraopes subfasciatus
Tetraopes subfasciatus là một loài bọ cánh cứng trong họ Cerambycidae.